# Malinska
Malinska je naselje na otoku Krku u Hrvatskoj, i sjedište općine Malinske – Dubašnice. 
U prošlosti je Malinska bila poznata po svojoj sigurnoj luci, a danas je poznato turističko mjesto.

## Zemljopisne odlike
Malinska se smjestila uz sjeverozapadnu obalu otoka Krka, u prostranom zaljevu. Od Krčkog mosta je udaljena 15 km, a od grada Krka 12 km. Zračna luka Rijeka udaljena je 12 km.

## Klima
U Malinskoj prevladava submediteranska klima, blage ali kišne te vjetrovite zime.
Ljeta su topla i suha, s dnevnim temperaturama od 30-ak °C.

## Povijest i porijeklo naziva
Povijest Malinske započinje u 15. stoljeću, izgradnjom mlina (čakavski: malin) po kojem je Malinska dobila ime. 
Kroz čitavo 15. stoljeće, na poticaj Krčkog kneza Frankopana, traje naseljavanje područja Dubašnice, kraja oko Malinske. Zanimljivo je napomenuti da je kraj Dubašnica jedino područje na Krku koje tada nije imalo nikakvo urbano središte. Ovaj kraj je nekada bio prepun šuma i pašnjaka, ali su novodošli stanovnici postupno to pretvorili u oranice. Središte kraja Dubašnice, bilo je naselje Bogovići, danas se to naselje stopilo s Malinskom u jedinstvenu cjelinu.
U 18. stoljeću, uz već postojeću luku Porat, i sama Malinska postaje značajna luka na otoku, iz koje su se izvozili proizvodi tog ruralnog kraja;  drvo, maslinovo ulje te poljoprivredni i stočarski proizvodi. Prve kuće u naselju sagrađene su 1788. i 1795. godine, ali je i nadalje sve do kraja 19. stoljeća Malinska je bila vrlo malo selo.
Razvoj Malinske sudbinski je odredila 1880. godina, i dolazak prvog turističkog parobroda. Od tad je započela nova grana gospodarstva Malinske - turizam, isprva je to bio isključivo lovni, a od 20. stoljeća razvio se zdravstveni i kupališni turizam. Od tad se Malinska polako razvija, a broj stanovnika povećava.
Zenit razvoja Malinske bile su 1970-te kada je otvoreno Hotelsko naselje Haludovo. Kada je dovršeno 1971. godine, bilo je najeksluzivnije naselje na istočnoj obali Jadrana. U sklopu naselja Haludovo, radila je i kockarnica koja je trebala biti magnet za bogate turiste tijekom cijele godine. 1972. godine, u kockarnicu Haludova došlo je nekih 60 Penthouseovih zečica, koje su trebale dati sjaj i potrebni glamur kockarnici. No ubrzo je ta eksperimentalna poslovna veza, između američkog izdavača Boba Gucionea i domaćih hoteljera pukla. Haludovo nije postalo novi Monte Carlo, a niti se turistička sezona nije bitnije produžila u zimske mjesece, ali je Haludovo ipak relativno dobro radilo, sve do privatizacije 1990-te. Danas je Haludovo u vrlo jadnom stanju, i najveći njegov dio ne radi.

## Stanovništvo
Prema popisu stanovnika iz 2001. g. u Malinskoj je živjelo 607 stanovnika.
Sve do izgradnje turističkog kompleksa Haludovo, kretanje broja stanovnika Malinske bilo je umjereno. Sredinom 19. st. u Malinskoj je živjelo samo 103 stanovika. Na prijelazu iz 19. u 20. st. broj stanovnika prešao je tek 200, čime je Malinska bila jedna od manjih sela na otoku Krku. Od tada je broj stanovnika, uz iznimku perioda Drugog svjetskog rata, postepeno rastao sve do 1971. g. kada je popisano 392 žitelja. Tada slijedi izrazito povećanje jer se broj stanovnika u samo 10 godina gotovo udvostručio - 1981. g. popisano je 700 stanovnika. Rast se nastavio sve do 1991. g. kada je zabilježen i maksimum od 999 žitelja. Zbog katastrofalne privatizacije Haludova, glavnog gospodarskog subjekta u Malinskoj, 1990-ih godina, došlo je gotovo do potpunog uništenja Haludova i do gubitka brojnih radnih mjesta. To se odrazilo i na populaciju koja se do popisa 2001. g. smanjila za trećinu.
| broj stanovnika | 103   | 113   | 142   | 173   | 204   | 222   | 248   | 315   | 290   | 319   | 326   | 392   | 700   | 999   | 607   | 965   | 816   |
|                 | 1857. | 1869. | 1880. | 1890. | 1900. | 1910. | 1921. | 1931. | 1948. | 1953. | 1961. | 1971. | 1981. | 1991. | 2001. | 2011. | 2021. |

## Znamenitosti i kultura u Malinskoj
Sama Malinska, je novije naselje te nema vrijednijih povijesnih spomenika, ali u neposrednoj okolici mjesta nalaze se:
- Crkva Sv. Marije Magdalene u Portu, nalazi se na krajnjem zapadu Malinskog zaljeva, nasuprot Malinske. Nju su u 15. stoljeću Frankopani darovali glagoljašima, koji su uz nju izgradili samostan. U samostanu se danas nalazi i mali uređeni muzej sa sakralnim sadržajima te vrijednom etnografskom zbirkom, iz Dubašnice. Još 1850. godine sagrađen je i toš za proizvodnju ulja.

- Župna crkva sv. Apolinara u Bogovićima, sagrađena u 19. stoljeću, na mjestu na kojem se nekada nalazila kapelica.

- Dan općine i blagdan Sv. Apolinara zaštitnika župe i mjesta, slavi se 20. srpnja, a zadnji petak i subotu u srpnju svake se godine održavaju tradicionalne "Malinskarske noći"

## Šport
U Malinskoj djeluju sljedeća sportska društva:
- Jedriličarski klub Yacht club Malinska
- Kick-boxing športska udruga Malinska
- Športsko ribolovna udruga Lastavica - Malinska
- Streljački klub Dub
- Stolnoteniski klub Malinska – Dubašnica

## Gospodarstvo
Iako je čitav kraj tradicionalno bio poljoprivredni, danas je glavna gospodarska grana turizam. Osim nekoliko hotela, velik je broj privatnih smještajnih jedinica. Upravo je u Malinskoj i obližnjim naseljima izgrađeno najviše apartmana od svih turističkih središta na otoku Krku. Zbog toga se često ističe kao primjer pretjerane apartmanizacije.
Osnovu organizirane turističke djelatnosti i generator zapošljavanja lokalnog stanovništva su hoteli Malin, Blue waves, Pinia ,Rova. Hotelsko naselje Haludovo nažalost nije u funkciji i sudbina mu je nepoznata.
Glavna trgovačka organizacija u Malinskoj je Trgovina Krk dd, a prisutni su i drugi veći hrvatski trgovački lanci kroz svoje markete i supermarkete.

## Vanjske poveznice
- Službene stranice Turističke zajednice Općine Malinska
- Stranice udruge Malinska  Arhivirana inačica izvorne stranice od 1. rujna 2009. (Wayback Machine)